# Claude Maka Kum
Claude Maka Kum (Limbe, 16 maggio 1985) è un calciatore camerunese naturalizzato kirghiso, centrocampista dell'Ecublens.

## Palmarès

### Club

#### Competizioni nazionali
- Campionato kirghiso: 4

Dordoi Biškek: 2007, 2008, 2009, 2012
- Coppa del Kirghizistan: 1

Dordoi-Dynamo: 2008

#### Competizioni internazionali
- Coppa del Presidente dell'AFC: 1

Dordoi-Dynamo: 2007